# Villa San Luis
Villa San Luis es una localidad semirrural argentina del partido de Florencio Varela, provincia de Buenos Aires. Forma parte de la aglomeración del Gran Buenos Aires.

## Geografía

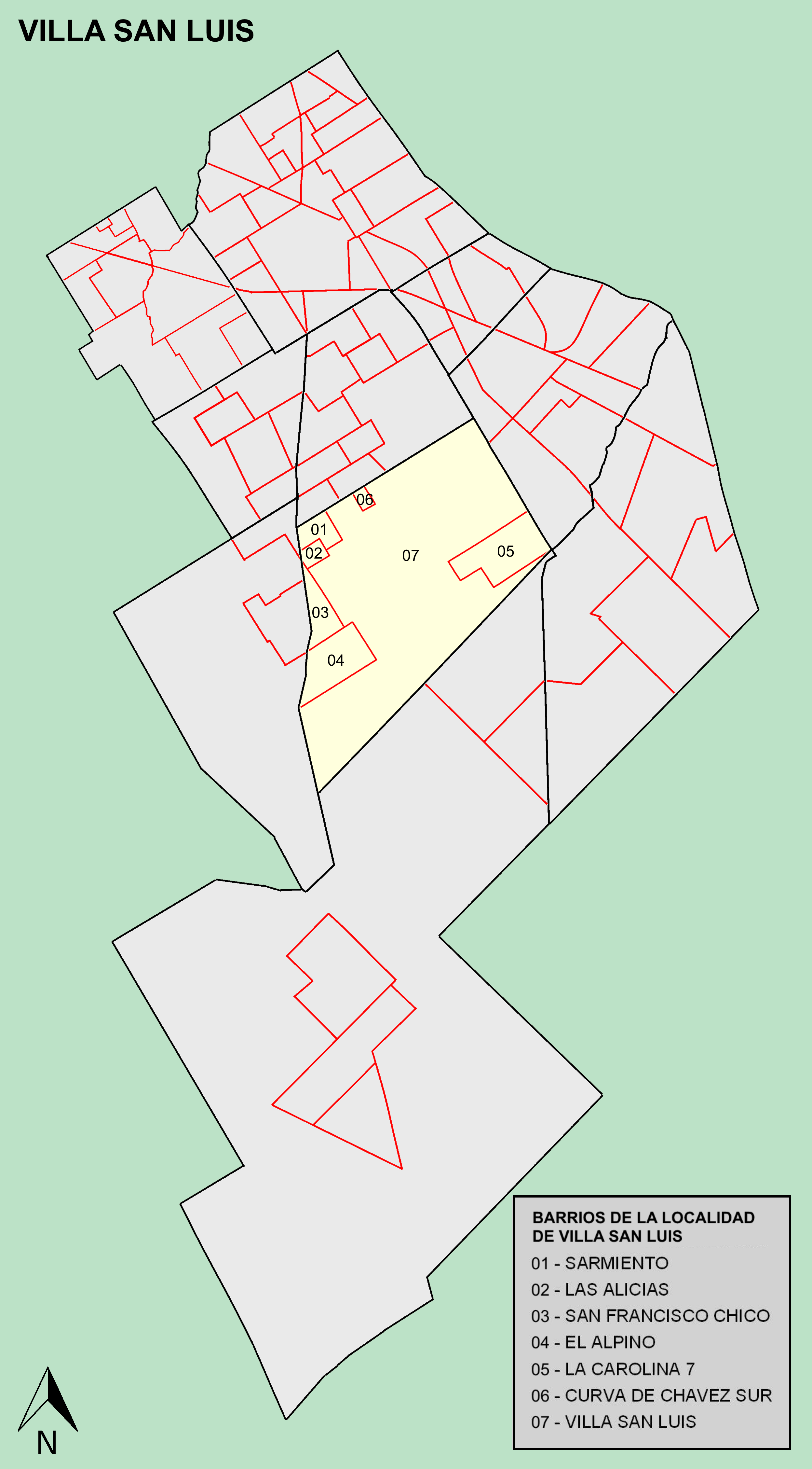
Ubicación y barrios de Villa San Luis en el partido de Florencio Varela.

Limita al norte con la localidad de Villa Vatteone, separada de ésta por la Avenida Cacheuta; al este con la localidad  de Bosques estando delimitada por la Avenida Guillermo Enrique Hudson, al sur la Avenida La Plata la divide de La Capilla y al oeste con Villa Brown, siendo separada de ésta por la Ruta 53.

### Sismicidad
La región responde a la «subfalla del río Paraná», y a la «subfalla del río de la Plata», con sismicidad baja; y su última expresión se produjo el 5 de junio de 1888 (136 años) de silencio sísmico), a las 3.20 UTC-3, con una magnitud probable, de 5,0 en la escala de Richter (terremoto del Río de la Plata de 1888).
La Defensa Civil municipal debe advertir sobre escuchar y obedecer acerca de 
Área de
- Tormentas severas periódicas
- Baja sismicidad, con silencio sísmico de 136 años

## Población
Cuenta con 9,263 habitantes (Indec, 2001) en el casco urbano, y unos 971 habitantes (Indec, 2001) censados como población rural dispersa. Es la 8° localidad más poblada del partido.

## Educación

### Escuelas
Listado de escuelas públicas de la Localidad Villa San Luis:
- Nro. 5 "Guillermo E. Hudson", Barrio Villa San Luis
- Nro. 61 "Juana Azurduy", Barrio San Francisco Chico

### Bibliotecas
- Biblioteca Popular Guillermo Enrique Hudson, Barrio Villa San Luis
- Biblioteca Popular Poetisa Alfonsina Storni, Barrio San Francisco Chico

## Salud
Los centros de salud primaria del siguiente cuadro atienden en la localidad:
- Centro De Salud Perif. Sarmiento, Barrio Sarmiento